# 礦泉 (阿肯色州)
礦泉（英語：Mineral Springs）是一個位於美國阿肯色州霍華德縣的城市。

## 地理
礦泉的座標為33°52′35″N 93°55′07″W / 33.87639°N 93.91861°W，而該地的平均海拔高度為104米（即341英尺）。

## 人口
根據2020年美國人口普查的數據，礦泉的面積為5.53平方千米，當中陸地面積為5.52平方千米，而水域面積為0.01平方千米。當地共有人口1085人，而人口密度為每平方千米196人。